# Xestia sareptana
Xestia sareptana är en fjärilsart som beskrevs av Herrich-Schäffer 1851. Xestia sareptana ingår i släktet Xestia och familjen nattflyn. Inga underarter finns listade i Catalogue of Life.